# Rothwald
Rothwald är en skog i Österrike.   Den ligger i förbundslandet Niederösterreich, i den östra delen av landet, 110 km sydväst om huvudstaden Wien.
I omgivningarna runt Rothwald växer i huvudsak blandskog. Runt Rothwald är det ganska glesbefolkat, med 27 invånare per kvadratkilometer.